# Alberto Sorbelli
 (août 2023).
Alberto Sorbelli, né à Rome le 9 mai 1964, est un artiste, acteur et metteur en scène italien.

## Biographie

### Formation
Dans les années 1980, Alberto Sorbelli rejoint l'Accademia nazionale di danza de Rome, le Teatro Municipale (Reggio Emilia) et le Teatro dell'Opera di Roma où il danse avec Maïa Plissetskaïa. Il arrive en 1986 à Paris pour rejoindre l'école de danse de Peter Goss.
Refusé une première fois à l'École nationale supérieure des beaux-arts de Paris, il entre enfin dans l'atelier de Jan Voss en 1989. Diplômé avec les félicitations à l'unanimité en 1995, il participe la même année à l'exposition « Fémininmasculin » au Centre Georges Pompidou avec Broadcasting Agency (Just from Cynthia CD Rom).

### Carrière
En 1990, il incarne le rôle du Secrétaire du secrétariat de Monsieur Alberto Sorbelli puis, en 1991, met en scène Bureau d'Accueil : une extension du Secrétariat du secrétaire… à laquelle assiste Jack Lang, ministre de la Culture. En 1994, Catherine Millet écrit dans Art Press que le musée d'art moderne de la Ville de Paris l'a censuré  puis, en 1995, Jacques Henric.
Ce personnage est dans la continuation du personnage du secrétaire, incarné en 1990. Il se met en scène habillé en pute dans les vernissages des galeries parisiennes, au musée du Louvre, au Jeu de Paume et au musée d'art moderne de la Ville de Paris.
Les Tentatives de rapport avec la société sont constituées de plus de 200 documents, textes, photographies et dessins qui se rapportent aux actions artistiques d'Alberto Sorbelli.
Un travail d’archivage méticuleux qui révèle l'impossibilité d'un rapport entre la société et l'individu (ou l'artiste) agissant pour exprimer sa liberté dans le plus totale respect de la légalité.
Il est agressé aux Beaux-Arts de Paris dans le cadre de l'exposition « Plastique » de Robert Fleck puis lors de l'exposition « Ouverture 2 » au château de Bionnay à Lacenas. En 1998, lors de l'exposition « Master Piece » au musée Guggenheim de New York qui présente des œuvres majeures de l'art moderne français, il est agressé, arrêté et passe une nuit en prison puis est conduit devant la Cour suprême de New York. En 1999, nouvelle agression lors de la Biennale de Venise au pavillon « Italia » Cette série a été reproduite en studio par le photographe Matthieu Deluc et une image appartient à la collection Louis Vuitton.
L'Agressé, comme le dit Judith Butler, par la performativité du langage, rend certaines insultes gratifiantes,.

## Discographie
- Just From Cynthia[10]
- Féminin-Masculin[11]
- Just from Cynthia[12]
- Grand Duo[13]

## Théâtre
- 1993 : Esthétique de la Prostitution, École nationale supérieure des beaux-arts (ENSBA) à Paris
- 2003 : Esthétique de la spéculation, conférence-performance avec Guillaume Victor-Pujebet.
- 2004 : reprise de la pièce à la Ménagerie de verre à Paris lors du festival Etrange Cargo
- 2004 : Tragedia con intervallo, Laboratoires d'Aubervilliers[14].

- 2010 : Chanson d'Amour

- 2011 : L'Esthétique de la Folie[15],[16],[17]
- 2012 : Le Mille et une Nuit Blanche[18]
- 2013, 2014, 2015, 2016, 2018, 2019 Le Bal Rêvé[19]
- 2017 Le Bain Rêvé
- 2018 Le Bal Rêvé Amphithéâtre d'honneur beaux-arts Paris, dans Festival Corps et Artivisme de Sarah Trouche

## Cinéma

### Réalisateur
- 1995 : Silver Mist

### Acteur
- 1984 : Queue de poisson, court métrage de Judith Cahen
- 1995 : La Croisade d'Anne Buridan de Judith Cahen
- 1999 : La révolution sexuelle n'a pas eu lieu[20] de Judith Cahen
- 2005 : ADN de Judith Cahen
- 2012 : Superstar de Xavier Giannoli avec Kad Merad et Cécile de France
- 2014 : Fils de de HPG[21]